# Louise Lake-Tack
Pour les articles homonymes, voir Lake.
Dame Louise Lake-Tack, née le 26 juillet 1944 à Saint-Philip, est une femme d'État, gouverneure générale d'Antigua-et-Barbuda de 2007 à 2014, la première femme à exercer cette fonction.

## Biographie
Louise Lake-Tack est née dans la paroisse de Saint-Philip sur l'île d'Antigua. Elle est éduquée à l'école de Freetown (Freetown Government School) puis au lycée pour filles d'Antigua (Antigua Girls High School) à Saint John's.
Une fois diplômée elle quitte Antigua pour le Royaume-Uni où elle fait des études pour devenir infirmière à l'hôpital Charing Cross. Elle travaille par la suite au National Heart Hospital puis à la Harley Street Clinic.
Louise Lake-Tack étudie ensuite le droit et devient magistrate aux tribunaux de Marylebone et de Horseferry.
Louise Lake-Tack est membre de l'Association nationale d'Antigua-et-Barbuda de Londres (Antigua and Barbuda National Association) pendant les 24 années précédant sa nomination en tant que gouverneure générale.

## Distinctions
- Dame grand croix de l'ordre de Saint-Michel et Saint-Georges (2007)[1]
- Dame du très vénérable ordre de Saint-Jean